# Jeb Blount
John Eugene Blount (Tyler, 12 luglio 1954) è un ex giocatore di football americano statunitense che ha giocato nel ruolo di quarterback nella National Football League (NFL). Al college giocò a football alla Tulsa University.

## Carriera professionistica
Blount fu scelto nel corso del secondo giro (50º assoluto) del Draft NFL 1976 dagli Oakland Raiders. Trascorse la sua prima stagione in lista infortunati e dopo essere stato svincolato passò ai Tampa Bay Buccaneers, che si trovavano a corto di quarterback a causa degli infortuni subiti nella pre-stagione. Blount batté Parnell Dickinson per il ruolo di terzo quarterback nelle gerarchie della squadra e ruotò nella stagione regolare con Gary Huff e Randy Hedberg per il ruolo di titolare.

## Vittorie e premi
Nessuno

## Statistiche
| Yard passate  | 522  |
| Touchdown     | 0    |
| Intercetti    | 7    |
| Passer rating | 28,4 |